# Afrikaanse blinde skinken
Afrikaanse blinde skinken (Typhlosaurus) zijn een geslacht van hagedissen uit de familie skinken (Scincidae).

## Uiterlijke kenmerken
Alle soorten hebben een pootloos, slangachtig lichaam. De schubben zijn glad en zijn dicht tegen elkaar aangelegen. Alle soorten hebben een relatief zeer korte staart, in tegenstelling tot de meeste skinken. De kop eindigt meestal stomp, maar Typhlosaurus meyeri is hierop een uitzondering en heeft juist een zeer spitse kop. Aan de snuitpunt is een vergrote rostrale schub gelegen die dient om het zand voor de kop opzij te duwen tijdens het graven. De ogen zijn bedekt met een schub, die dient als bescherming tegen het substraat waarin het dier graaft. De pootjes zijn verdwenen als gevolg van de gravende levenswijze.

## Levenswijze
Alle soorten zijn eierlevendbarend, meestal worden een tot drie jongen geboren die al direct zelfstandig zijn. Het voedsel wordt in de bodem gezocht en bestaat uit insecten en de larven. Alle soorten leven in zanderige streken waar ze het grootste deel van hun tijd ondergronds doorbrengen.

## Verspreiding en habitat
Alle soorten komen voor in delen van zuidelijk Afrika en leven in de landen Namibië en Zuid-Afrika.
De habitat bestaat uit droge streken, zoals halfwoestijnen, met een losse ondergrond zodat makkelijk kan worden gegraven.
Door de internationale natuurbeschermingsorganisatie IUCN is aan drie soorten een beschermingsstatus toegekend. De soorten Typhlosaurus caecus en Typhlosaurus vermis worden beschouwd als 'veilig' (Least Concern of LC) en de soort Typhlosaurus lomiae wordt gezien als 'gevoelig' (Near Threatened of NT). De hagedissen worden vaak aangezien voor een slang en voor de zekerheid doodgemaakt.

## Naamgeving en indeling
De wetenschappelijke naam van de groep werd voor het eerst voorgesteld door Arend Friedrich August Wiegmann in 1834. De wetenschappelijke geslachtsnaam Typhlosaurus betekent vrij vertaald 'blinde hagedis'; τυφλός, tuphlos = blind en σαῦρος, sauros = hagedis.
Er worden momenteel vijf soorten erkend.
| Naam                | Auteur          | Verspreidingsgebied  |
| ------------------- | --------------- | -------------------- |
| Typhlosaurus braini | Haacke, 1964    | Namibië              |
| Typhlosaurus caecus | Cuvier, 1817    | Zuid-Afrika          |
| Typhlosaurus lomiae | Haacke, 1986    | Zuid-Afrika          |
| Typhlosaurus meyeri | Boettger, 1894  | Namibië, Zuid-Afrika |
| Typhlosaurus vermis | Boulenger, 1887 | Zuid-Afrika          |